# Municipio de Hesper (Dakota del Norte)
El municipio de Hesper (en inglés, Hesper Township) es un municipio del condado de Benson, Dakota del Norte, Estados Unidos. Tiene una población estimada, a mediados de 2021, de 41 habitantes.

## Geografía
Está ubicado en las coordenadas 47°58′57″N 99°36′37″O / 47.98250, -99.61028 (47.982604, -99.61027). Según la Oficina del Censo de los Estados Unidos, tiene una superficie total de 93.46 km², de la cual 91.65 km² corresponden a tierra firme y 1.81 km² están cubiertos de agua.

## Demografía
Según el censo de 2020, en ese momento había 37 personas residiendo en la zona. La densidad de población era de 0.40 hab./km². La totalidad de los habitantes eran blancos. No había hispanos o latinos en la región.